# Gnathia hamletgast
Gnathia hamletgast is een pissebeddensoort uit de familie van de Gnathiidae. De wetenschappelijke naam van de soort is voor het eerst geldig gepubliceerd in 2012 door Svavarsson & Bruce.